# 林達永
林達永（韓語：임달영，1977年6月14日—）是韓國的小説家、漫畫創作者。遊戲公司Artlim media創始人。

## 作品

### 韓國漫畫
- 烈炎地獄
- 不平衡×2(中譯萌道鮮師，亞圖文化出版，已結束營業、絕版)

### 日本漫畫
- 鬼姬VS - 李秀顯作畫 -コミックヴァルキリー連載完結
- 黑神 - 朴晟佑作畫- ヤングガンガン連載完結
- 結界女王 - 金光絃作畫-コミックヴァルキリー連載
- Re:BIRTH -The Lunatic Taker- 李秀顯 作畫-MFコミックアライブ連載完結
- こいもく中文譯名( 斑駁的愛)- 李海源作畫 コミックヴァルキリー連載
- 幽霊王 - 尹載皓（ユン・ゼホ）作畫 コミックヴァルキリー連載
- 初魔女神傳說 - 鄺洙哲作畫  連載
- エースメイド - 李海源作画、「コミックフラッパー」連載完結

### 視覺小說
- Zero: Circle of Flow （2000年）
- Scarred Gem（2001年）
- Aoi Namida (Blue Tears)（2003年）

## 外部連結
-  임달영의 다이어리. :: 네이버  블로그 （页面存档备份，存于），林達永的網誌。